# Liste des oiseaux volants par envergure
Cet article liste tous les oiseaux actuellement existants et dont l'envergure a été mesurée à au moins trois mètres d'une pointe de l'aile à l'autre.
| Rang | Illustration | Espèce                       | Nom binomial            | Envergure maximale en mètres |
| ---- | ------------ | ---------------------------- | ----------------------- | ---------------------------- |
| 1    |              | Albatros hurleur             | Diomedea exulans        | 3,63,                        |
| 2    |              | Pélican blanc                | Pelecanus onocrotalus   | 3,6                          |
| 3    |              | Albatros royal               | Diomedea epomophora     | 3,51, ou 3,6                 |
| 4    |              | Albatros de Sanford          | Diomedea sanfordi       | 3,51                         |
| 5    |              | Pélican frisé                | Pelecanus crispus       | 3,51                         |
| 6    |              | Albatros de Tristan da Cunha | Diomedea dabbenena      | 3,5                          |
| 7    |              | Albatros d'Amsterdam         | Diomedea amsterdamensis | 3,4                          |
| 8    |              | Albatros des Antipodes       | Diomedea antipodensis   | 3,3                          |
| 9    |              | Condor des Andes             | Vultur gryphus          | 3,3                          |
| 10   |              | Marabout d'Afrique           | Leptoptilos crumenifer  | 3,2                          |
| 11   |              | Vautour moine                | Aegypius monachus       | 3,1                          |
| 12   |              | Vautour de l'Himalaya        | Gyps himalayensis       | 3,1                          |
| 13   |              | Cygne trompette              | Cygnus buccinator       | 3,1                          |